# Battaglia di Malvern Hill
La battaglia di Malvern Hill, nota anche come battaglia di Poindexter's Farm, ebbe luogo il 1º luglio 1862, nella contea di Henrico (Virginia), e fu la sesta e ultima battaglia delle battaglie dei sette giorni (campagna peninsulare) della guerra di secessione americana. Il Gen. Robert E. Lee lanciò una serie di assalti disgiunti contro la pressoché inespugnabile posizione dell'Esercito dell'Unione a Malvern Hill. I Confederati ebbero più di 5 300 perdite senza guadagnare un palmo di terreno. Malgrado la sua vittoria, il maggior generale George B. McClellan arretrò trincerandosi a Harrison's Landing, sul fiume James (Virginia), dove il suo esercito era protetto da cannoniere, ponendo fine alla Campagna Peninsulare.

## Antefatti
La battaglia finale dei sette giorni fu la prima in cui l'esercito unionista si scelse un terreno ad esso favorevole. Per i precedenti sei giorni, l'Armata del Potomac di McClellan s'era ritirato al sicuro al di là del fiume James, tallonato dall'Armata della Virginia settentrionale di Lee. Fino a quel momento le principali battaglie dei Sette Giorni erano state non decisive, ma McClellan fu innervosito dagli aggressivi assalti di Lee e restò convinto di essere in netta inferiorità numerica, sebbene in realtà le due armate fossero pressoché uguali come effettivi.
Malvern Hill costituiva un buon punto d'osservazione e una buona posizione per le batterie d'artiglieria, essendo stata preparata il giorno precedente dal V Corpo del Brig. Gen. Fitz John Porter. McClellan stesso non fu presente sul campo di battaglia, avendo preceduto il suo esercito a Harrison's Landing sul James, e Porter fu il più anziano del comandanti di Corpo presenti. I pendii erano stati liberati dagli alberi, ed era quindi garantita la più ampia visibilità, tanto che i campi aperti verso settentrione potevano essere spazzati dal fuoco letale di 250 cannoni, piazzati dal col. Henry J. Hunt, comandante dell'artiglieria di McClellan. Al di là di questo spazio, il terreno era acquitrinoso e con fitta vegetazione.
L'intera Armata del Potomac occupò la collina, con l'eccezione della Divisione del brig. gen. Silas Casey, ora al comando del brig. Gen. John J. Peck, del IV Corpo, che aveva proceduto verso Harrison's Landing e, non essendo impegnata, era andata a costituire l'estrema destra della linea federale. La linea federale s'allungava in un vasto semicerchio da Harrison's Landing sulla destra più estrema alla Divisione del brig. gen. George W. Morell del Corpo di Porter all'estrema sinistra, che occupava il terreno più favorevole da un punto di vista geografico sulle pendici di NO della collina. Ad aggiungersi allo schieramento sulla destra del corpo comandato da Morell fu la Divisione del brig. gen. Darius N. Couch, che era stata distaccata dal IV Corpo, ora a Harrison's Landing, e che aveva occupato il centro effettivo dello schieramento federale. Sebbene Porter comandasse la porzione di campo di battaglia in cui le truppe di Couch erano state posizionate, egli decise di permettere a Couch di agire in modo indipendente dal suo comando, non ponendo la sua Divisione distaccata sotto il comando di uno dei comandanti degli altri corpi. Prolungando la linea federale sulla destra di Couch vi erano la Divisione dei brigadieri generali Philip Kearny e Joseph Hooker del III Corpo del brig. gen. Samuel P. Heintzelman. Alla destra era il II Corpo del brig. gen. Edwin Vose Sumner, consistente nella Divisione dei brigadieri generali Israel B. Richardson e John Sedgwick, che erano ancorati alla Divisione del I Corpo di Peck ad Harrison's Landing.

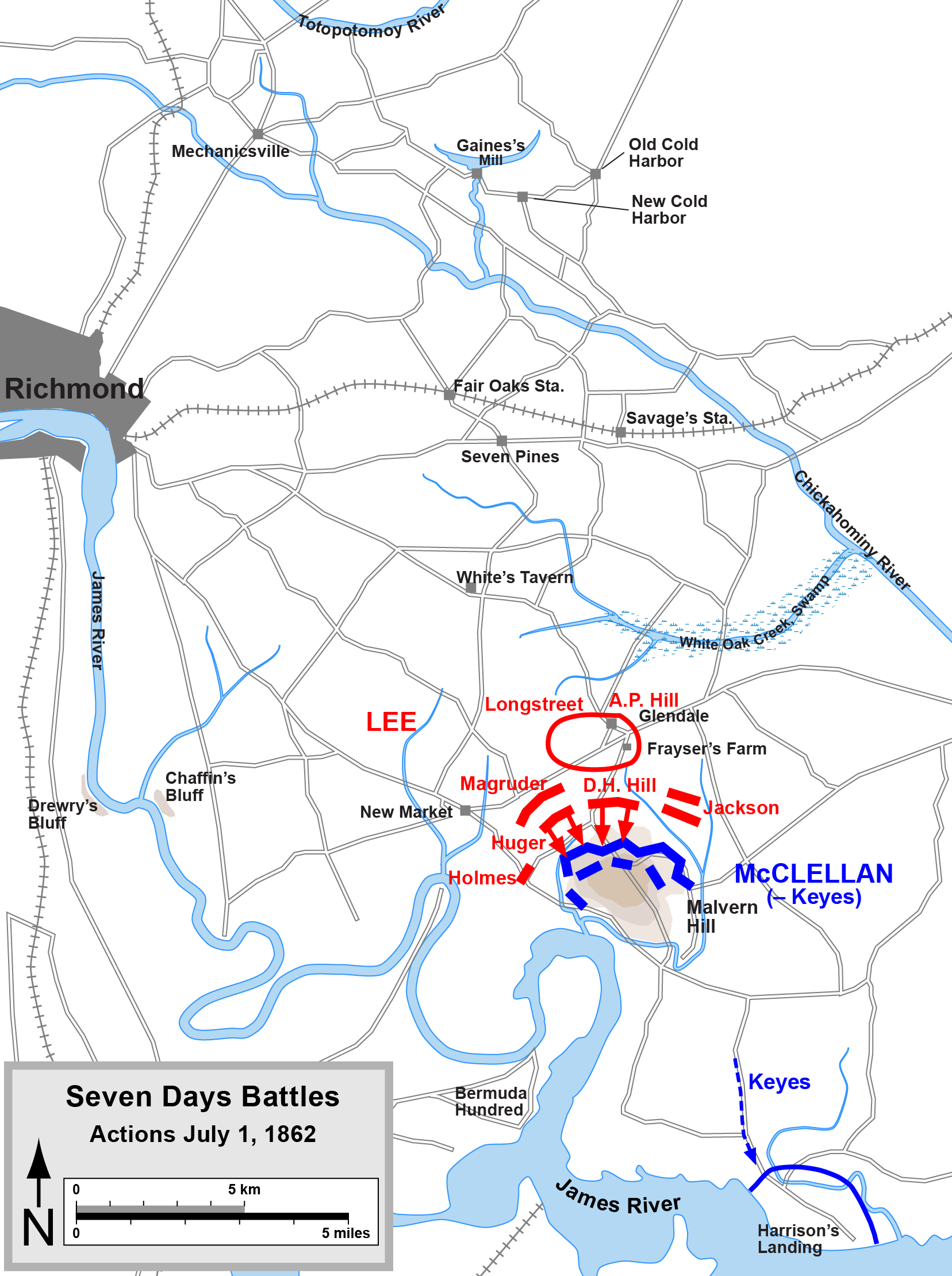
Battaglia dei Sette Giorni, 1º luglio 1862

Anziché attaccare il fianco, Lee puntò direttamente contro il centro, nella speranza che la sua artiglieria avrebbe aperto la via a un successivo attacco della fanteria (proprio come avrebbe mal giudicato l'anno successivo la Carica di Pickett a Gettysburg). Credeva anche che i suoi soldati combattessero meglio della loro controparte unionista, malgrado i sei giorni precedenti di duro combattimento e di faticosa marcia (un certo numero di corpi unionisti di fatto non avevano ancora preso parte a un combattimento diretto, cosa che costituiva un atto d'accusa per il comando di McClellan, ma operarono bene nella parte finale dello scontro). Il piano di Lee era quello di attaccare la collina da nord, sulla Quaker Road, usando le divisioni dei Magg. Gen. Thomas J. "Stonewall" Jackson, Richard S. Ewell, D.H. Hill e del Brig. Gen. William H.C. Whiting. Il Magg. Gen. John B. Magruder ricevette l'ordine di seguire Jackson e di coprire il suo fianco destro quando avesse raggiunto il campo di battaglia. La Divisione del Magg. Gen. Benjamin Huger doveva del pari tenergli dietro, ma Lee si riservò il diritto di posizionarla in base agli sviluppi della situazione. Le divisioni dei Magg. Gen. James Longstreet e Ambrose Powell Hill, che erano stati pesantemente impegnate nella battaglia di Glendale il giorno precedente, furono tenute di riserva.

## Battaglia
Come per la maggior parte delle battaglie dei Sette Giorni, il complicato piano di Lee fu malamente realizzato. I soldati in avvicinamento al fronte furono rallentati da numerose strade fangose e da carte geografiche scadenti. Jackson arrivò al paludoso torrente chiamato Western Run e bruscamente si arrestò. Le guide di Magruder erroneamente lo diressero sulla Long Bridge Road a SO, lontano dal campo di battaglia. Alla fine la linea di combattimento fu costituita con la Divisione di Huger (brigate dei Brig. Gen. Ambrose R. Wright e Lewis Addison Armistead) sul fianco destro dei Confederati e dalla Divisione di D.H. Hill (brigate dei Brig. Gen. John Bell Hood e del Col. Evander M. Law) sulla Quaker Road sul fianco destro. Esse attesero il bombardamento confederato prima di lanciarsi all'attacco.
Sfortunatamente per Lee, Henry Hunt attaccò prima, scatenando uno dei più massicci fuochi d'artiglieria di tutta la Guerra Civile dalle 13 alle 14:30. Gli artiglieri unionisti avevano un equipaggiamento migliore e una maggior esperienza, cosicché misero fuori combattimento la maggior parte delle batterie confederate, che erano concentrate sulla collina, a 1 100 metri circa a nord della Crew House e attorno alla Poindexter's farm a NE. Malgrado l'imprevisto, Lee lanciò l'attacco della fanteria alle 15:30 e la Brigata di Armistead realizzò alcuni progressi all'interno delle linee dei tiratori scelti unionisti. Alle 16 Magruder arrivò e gli fu ordinato di avanzare per appoggiare Armistead. Il suo attacco fu frammentario e malamente organizzato.
Nel frattempo D. H. Hill lanciò la sua Divisione avanti lungo la Quaker Road, presso la Willis Church. Lungo l'intera linea di battaglia le truppe confederate guadagnarono a poco più di 180 metri rispetto al centro unionista e furono respinte al cadere della notte con pesanti perdite.

## Esiti
D.H. Hill scrisse in seguito: "Non fu una guerra; fu un assassinio". L'esercito di Lee's ebbe 5 355 caduti (contro i 3 214 dell'Unione) nel suo dispersivo sforzo e arretrò su Richmond, mentre l'esercito unionista si ritirò su Harrison's Landing. Melville scrisse un componimento poetico.
Malvern Hill mise fine alla Campagna Peninsulare. Quando l'esercito di McClellan smise di minacciare Richmond, Lee spedì Jackson a operare contro l'esercito del Magg. Gen. John Pope lungo il Rapidan, dando in tal modo avvio alla Campagna delle Virginia settentrionale.
Il volontario Edwin Jennison della fanteria della Georgia fu ucciso nella battaglia di Malvern Hill, Virginia, il 1º luglio 1862, all'età di 16 anni: il più giovane combattente caduto nella guerra di secessione.